# Bajona
Bajona  (francuski:Bayonne, baskijski : Baiona) je gradu Francuskoj, glavni grad povijesne pokrajine Lapurdija.

## Spomenici
Gaztelu Berria i Gaztelu Zaharra su dvorci u gradu Bajona.

## Slavni stanovnici
- Didier Deschamps

## Vanjske poveznice
- http://encyclopedia.farlex.com/Baiona+(Labourd)  Arhivirana inačica izvorne stranice od 21. studenoga 2008. (Wayback Machine)
- http://www.fortified-places.com/bayonne.html  Arhivirana inačica izvorne stranice od 21. listopada 2008. (Wayback Machine)